# Pizza Rossini
La pizza Rossini è una specialità di Pesaro nata a cavallo degli anni 60 in una pasticceria locale.
Una pizza di questo tipo viene inizialmente condita con passata di pomodoro e mozzarella; dopo la cottura in forno vengono aggiunte uova sode tagliate a fettine con sopra la maionese.

## Storia
La Rossini nasce nella città di Pesaro a cavallo degli anni 60 del XX secolo. Pensata per accompagnare l'aperitivo, riscontrò successo negli abitanti pesaresi, sino a motivare i pizzaioli della città a proporre questa novità nelle proprie pizzerie; il nome della pizza è un omaggio al compositore Gioachino Rossini, che nacque proprio a Pesaro. Fu solo in seguito, con l'avvento delle pizze "al piatto", che la Rossini assunse anche queste sembianze tuttora presenti nei menù della provincia di Pesaro e Urbino. Nel corso degli anni questo tipo di pizza assunse sempre più varianti, sino ad arrivare alla forma gourmet proposta nei grandi ristoranti.